# Memphis International Raceway
O Memphis International Raceway é um autódromo no formato de circuito oval em formato de D localizado em Millington, no estado do Tennessee nos Estados Unidos, o circuito foi inaugurado em 1987 com uma pista de dragster, em 1998 foi concluído o oval de 3/4 de milha, recebeu provas da NASCAR até o ano de 2010 quando foi inaugurado o Nashville Superspeedway.